# Cumen
Cumenul (cu denumirea IUPAC: izopropilbenzen) este o hidrocarbură aromatică cu un substituent alifatic.  Este unul dintre constituenții petrolului și a combustibililor rafinați. Este un lichid incolor inflamabil cu punctul de fierbere de 152 °C. 

## Producere
Cumenul se produce prin alchilarea Friedel-Crafts a benzenului cu propenă în prezență de clorură de aluminiu umedă:
Prin adăugarea a doi echivalenți de propilenă se obține diizopropilbenzen (DIPB). Prin transalchilare, DIPB reacționează cu benzen pentru a obține cumen.